# Материнська порода

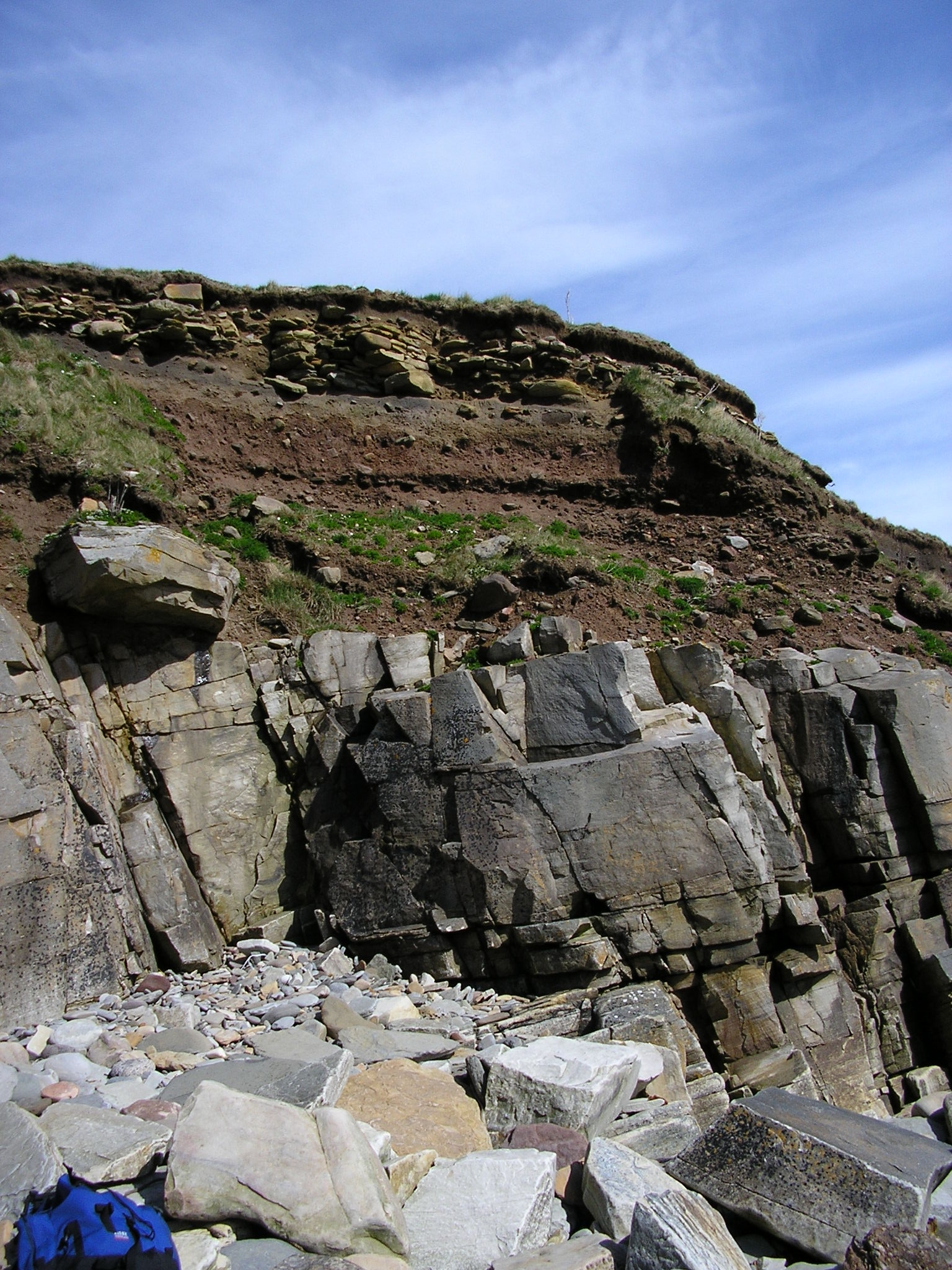
Ґрунт з фрагментами гірської породи, що перебувають над підніжжям, затока Піссайд, Кейтнесс.

Материнська порода (рос. материнская порода, англ. parent rock, mother rock; нім. Muttergestein n, Grundgestein n, Urgestein n, gewachsener Fels m, Felsboden m, Felsuntergrund m, Ausgangsgestein n) – 
- 1) В геології – гірська порода, від якої походять інші гірські породи або корисні копалини.
- 2) У ґрунтознавстві – ґрунтоутворювальна порода, верхній шар гірської породи, на якому під дією чинників ґрунтоутворення (клімат, рельєф, живі організми, материнська порода, час) виникає ґрунт [1].
- 3) Вихідна, первинна порода для даного ґрунту, місцевості.

## Види
Ґрунтотворні породи, які складаються з різноманітних  мінеральних компонентів, немовби в спадщину передають ґрунту свій мінералогічний, хімічний і гранулометричний склад, фізико-механічні властивості, які звичайно ж можуть істотно змінюватися під впливом процесу ґрунтоутворення.
- елювіальні,
- колювіальні,
- делювіальні,
- пролювіальні,
- алювіальні,
- льодовикові (моренні),
- флювіогляційні,
- лімногляційні,
- еолові,
- озерні,
- морські,
- леси та лесовидні суглинки.